# Antirassistischer und antifaschistischer Ratschlag Thüringen
Als Antirassistischer und antifaschistischer Ratschlag Thüringen wird eine jährlich im Land Thüringen stattfindende politische Veranstaltung bezeichnet.

## Geschichte
Er findet seit 1991 immer Anfang November an wechselnden Orten in Thüringen statt und ist in dieser Kontinuität und Breite bundesweit einzigartig. Getragen wird der Ratschlag im Jahr 2014 von einem Bündnis aus 55 Vereinen, Parteien, Gewerkschaften, parteiunabhängigen Initiativen und Einzelpersonen. Die Veranstaltungsgebäude sind meist öffentliche Gebäude, die Veranstaltungsorte werden oft wegen eines angeblich „politisch brisanten Klimas“ der Region gewählt. Seit der Jahrtausendwende fand der Ratschlag in folgenden Orten statt:
- 2000: Jena
- 2001: Gera
- 2002: Weimar
- 2003: Meiningen
- 2004: Gotha
- 2005: Arnstadt
- 2006: Pößneck
- 2007: Nordhausen
- 2008: Erfurt
- 2009: Erfurt
- 2010: Saalfeld
- 2011: Gera
- 2012: Gotha
- 2013: Suhl
- 2014: Erfurt
- 2015: Weimar
- 2016: Ilmenau
- 2017: Saalfeld
- 2018: Eisenach
- 2019: Bad Langensalza
- 2020: pandemiebedingt dezentral, Livestreams
- 2021: Erfurt
- 2022: Gera
- 2023: Suhl
- 2024: Weimar

Den Auftakt bildet oft ein Mahngang durch den jeweiligen Ort. Das hauptsächliche Programm besteht aus Workshops und Vorträgen zu aktuellen politischen Themen aus den Bereichen der Gruppenbezogenen Menschenfeindlichkeit. Dazu werden als Referenten u. a. Experten der jeweiligen Themengebiete geladen.
Aus Protest gegen die Extremismustheorie lehnte der Antifaschistische Ratschlag im April 2013 einen mit 4000 € dotierten Preis ab, der ihm vom bundesweiten Wettbewerb Aktiv für Demokratie und Toleranz für sein zivilgesellschaftliches Engagement „im Kampf gegen rechte Gewalt, Antisemitismus und Rassismus“ verliehen wurde.
2015 wurde der antirassistische und antifaschistische Ratschlag für sein langjähriges Engagement mit der nach dem deutschen Gewerkschafter und Widerstandskämpfer benannten „Georg Bernard-Plakette“ von der IG Metall Bezirk Mitte ausgezeichnet.